# All Free!〜絶対!無差別級挑戦女子伝〜
『All Free!〜絶対!無差別級挑戦女子伝〜』（オール・フリー ぜったい むさべつきゅうちょうせんじょしでん）は、青野てる坊による日本の漫画作品。柔道を題材としている。『webアクション』（双葉社）にて、2020年4月3日から2021年2月5日まで連載された。続編となる『All Free!! 無差別級挑戦女子 本伝』が、同サイトにて2021年5月7日から2022年8月12日まで連載された。

## あらすじ
柔道界の神様と呼ばれた「御船久蔵十段」の末裔の少女・御船淳は、叔父・御船隼己の志を継ぎ、無差別級の男たちに戦いを挑む。

## 登場人物
御船淳（みふね じゅん）
初登場時15歳の女子。“柔道の神様”御船久蔵十段の子孫。御船の柔道の後継者・御船隼己の姪。ずば抜けた柔道センスと情熱を持つ。柔道の面白さ、夢、自由を信じ、隼己の柔道の続きを証明するために、女子の身で男子柔道無差別級への戦いに挑む。
続編の『本伝』においては、女子柔道家の身で全日本柔道選手権大会に挑むが、自身の柔道の足りなさ、弱さに気付き、岡田幸三の弟子になる。作中で17歳に成長する。
御船隼己（みふね はやき）
淳の叔父。淳の父・御船壮祐（みふね そうゆう）の弟。かつて男子柔道最軽量級の60㎏級の体で無差別級に挑み、二度に渡る全日本柔道選手権大会(天皇杯)や世界柔道選手権大会無差別級など、多くの大会を制覇した伝説の柔道家。右足の怪我により10年前に現役を引退しており、現在では軽量級の身で無差別への挑戦する行為やその思想に限界を感じ、自身への後追い行為に対しても否定的な立場を取っていた。隼己を柔道の道へ引き戻そうとする淳の挑戦と情熱・柔道センスに可能性を感じ、協力することになる。
高尾詩乃（たかお しの）
柔道60㎏級A代表。世界ランク1位。3度の世界選手権制覇、五輪銅メダリスト。隼己の背中を追い天皇杯にも推薦出場している。隼己の弟子の座を掛けて淳と勝負する。また母校の王海大の出稽古に淳を誘う。
野村（のむら）
雑誌記者。柔道界に顔が広く様々なコネを持ち、隼己や淳を焚きつける。本名・犬神誠は本当に気に入った相手にしか教えていない。後に御船淳を取材した『柔聖と呼ばれた少女』を執筆。
ウルス・ダビデ
フランス代表で柔道無差別級、100㎏超級の頂点に君臨する最強の柔道家。“御船隼己の先”として、淳にとっての大きな目標となる。
岡田幸三（おかだ こうぞう）
淳の父・御船壮祐と、その弟・御船隼己の元師匠。「柔道を終わらせた男」の二つ名で呼ばれる。柔道の真髄『精力善用』『自他共栄』の裏の意味を自身の柔道の真髄として、淳の足りないものを指摘する。高尾からは「冷め切った観察で相手を丸裸にし、自分が得意なことよりも相手が嫌がる柔道」が岡田柔道の核心と評される。

### 九州柔道選手権出場者
奥田修平（おくだ しゅうへい）
九州柔道選手権出場選手。100kg超級。西海ガス所属。軽量級とも張り合えるスピード。担ぎ技、捨て身技等、技も豊富で努力家。ダビデとの対戦を目標に掲げ、全日本柔道選手権出場を賭けた九州柔道選手権決勝で淳と対峙する。

### 全日本選手権出場者
飛永竣介（とびなが しゅんすけ）
初登場時は17歳にして柔道100㎏超級・無差別級のA代表。隼己に呼ばれ地方大会の御船十段杯・無差別級に出場し、淳と対戦する。2年後の全日本選手権に出場。大本命とされる。御船隼己が2年間にマンツーマンで指導した6人の一人。
中村将太（なかむら しょうた）
自称・王海大柔道部で一番弱い選手。才能の無さを自覚しながらも努力を続け、ワンパターンながらも必殺技としての「理解できても防げない技に進化した大外刈り」を極め身に着けた。御船隼己が2年間でマンツーマンで指導した6人の一人。2年後の全日本選手権に出場。淳からは父・御船壮祐の柔道に似ていると評され、御船隼己からはもはや中村のその柔道の美学は「競技」ではない「道」「生き方」そのものと評される。
火山彩太郎（ひやま さいたろう）
全日本柔道選手権出場選手。100kg級の国内3番手。ライド24所属。相手に偽装攻撃掛け逃げの指導を誘発させるなどの試合の組み立ての巧さで淳の柔道の良さを封じる戦術を取る。
光浦力（みつうら りき）
2020年柔道グランドスラム・パリの100kg超級3回戦で、ダビデを破る大金星を挙げる。2年後の全日本選手権一回戦で淳と対戦する。御船隼己が2年間でマンツーマンで指導した6人の一人。100kg超級にしては小柄で、フットワーク瞬発力のスピード型だがパワーはちゃんと100kg超級。軽量級顔負けの担ぎ技を持ち、足りない体格をスピードとタイミングと戦術と連携と知恵と勇気で補い、屈強な海外勢と渡り合って世界最強の王者まで倒した「淳よりデカくて強い淳」と高尾から評される。光浦自身も「新しい時代」を築く自身の同類と淳を高く評価している。普段から会話と思考をひとりで先回りする癖がある。
大山善治（おおやま ぜんじ）
2年後の全日本選手権に出場。21歳の大学生でワールドツアー-100kg級を2回制覇した、実力末恐ろしくも人気選手。岡田幸三からもただひとり柔道の本質においての天才と言い切れると評され、近い未来に必ず全日本選手権・世界選手権・五輪の「三冠」を制覇すると目されている。誰が呼ぶともなく"天才"。無意識の情報さえ総動員して朧げに周囲の情報を予測しする「予感」の柔道家。光浦も学生時代に３戦して全敗している。淳と対戦し淳の覚醒と先読みの戦いとなる。試合後、淳の右膝の違和感に心配の声を掛ける。
皇城龍（すめらぎ りゅう）
-100kg級最強の男。御船隼己が2年間でマンツーマンで指導した6人の一人。無差別級の大会である全日本選手権に出場。その実力は100㎏超級の飛永より上位と予想する識者も少なくない。アジア人初のハンマー投げ五輪金メダリスト「アジアの英雄」皇城広治を父に持ち、アメリカ柔道３人目の世界選手権覇者を母に持つことから、史上最高の肉体の持ち主と評され、物静かで必要以上喋らず常に冷静でいて淡々と勝ちを見据えた柔道から日本柔道最強の"侍"とされる。本人は100kg超級に階級を上げて最強の柔道家ウルス・ダビデとの対戦を希望していたが日本の柔道界のため絶対王者として在ることが求められ階級を上げることが許されなかった。御船隼己からもそのことで謝罪されることとなる。皇城の戦法の真髄（コンセプト）は「100%確実に勝つ柔道」「体で押すでも技で切るでもなく」相手の「心を折る」柔道。
山崎陽（やまさき あきら）
自由な発想と切れ味のある足技を持ち、御船隼己に近いタイプで嫌いであると善福虎太郎から評される。御船隼己が2年間でマンツーマンで指導した6人の一人。全日本選手権に出場。
奏歩蘭（そう ふらん）
御船隼己が2年間でマンツーマンで指導した6人の一人。全日本選手権に出場。受けの強さは以前から世界級（ワールドクラス）であり更に御船の指導で技を備えてきたなら優勝も充分あると評される。
善福虎太郎（ぜんぷく こたろう）
御船隼己の大学の先輩。ひとりで全日本に臨む淳の面倒を隼己から頼まれる。大会の概況を淳に伝える。50歳ながら「ミスター全日本」、"岡田門下最強の虎"とも評される。
村山（むらやま）
全日本選手権に出場。前年大会ベスト4。
江崎泰成（えざき たいせい）
全日本選手権に出場。
羽田彪吾（はた ひょうご）
全日本選手権に出場。

### その他の人物
伊藤悠亮（いとう ゆうすけ）
淳の父・御船壮祐の引退後に岡田幸三が取ったもう一人の弟子。当時22歳の青年で岡田からは淳以上に厳しく育てられていた。やはり全日本に出場したが実力的には負けるはずのない所で敗退し、岡田自身からもそのストレスと抱き合わせの柔道の指導による疲弊を心配されていた。岡田は伊藤の休息を考えていたが、伊藤はそのまま武道館からひとり姿を消し宿舎の自室で二度と帰らなかった。岡田なりの淳に対する内面の心配を含めて語られ、全日本選手権帰還後の淳は岡田からねぎらいと感謝の言葉を掛けられる。
わかば
全日本選手権の日本武道館入場前の淳が北の丸公園で出会った女性。趣味で細々とアコースティックギターと歌をやっており、淳から乞われオリジナル曲『みつめるさきに』を歌い聴かせる。淳の迷いの吐露とその慰めから、淳は岡田幸三に良い出会いがあったと看做される。当日券で日本武道館の全日本選手権を観戦し、淳の試合を通して柔道を初めて見る。試合中に声援を掛け淳の発奮となる。

## 書誌情報
- 青野てる坊 『All Free!〜絶対!無差別級挑戦女子伝〜』 双葉社〈アクションコミックス〉、全2巻
  1. 2021年1月21日発売[4][5]、ISBN 978-4-575-85538-8
  2. 2021年3月18日発売[6]、ISBN 978-4-575-85559-3
- 青野てる坊 『All Free!! 無差別級挑戦女子 本伝』 双葉社〈アクションコミックス〉、全3巻
  1. 2021年12月16日発売[7][8]、ISBN 978-4-575-85668-2
  2. 2022年12月15日発売[9]、ISBN 978-4-575-85792-4
  3. 2022年12月15日発売[10]、ISBN 978-4-575-85793-1